# 龍欽海
龍欽海，江西寧岡人，江西議會合羣社的主要成員之一。
龍欽海早年留學日本，回國後主要從事於教育方面的工作。1911年在南昌成立的江西法政專門學校，龍欽海为创校人其中之一，并曾担任该校校長、法律科主任。1918年10月12日被選舉為江西議會議長，隨後任江西教育廳廳長、省立第二中學名譽校長等職。在袁玉冰、方志敏、趙醒儂父子的共產活動中提供過較大幫助。

## 腳注
1. ↑  1930年7月 . : 第55頁. “……民國十一年，北伐軍興，學校則由當時選出之校長龍欽海主其事。”